# كريستينا لارسن (مجدفة)
كريستينا لارسن (بالإنجليزية: Kristina Larsen)‏ هي مجدفة أسترالية، ولدت في 17 مارس 1978 في سيدني في أستراليا.

## وصلات خارجية
- كريستينا لارسن على موقع الاتحاد الدولي للتجديف (الإنجليزية)
- كريستينا لارسن على موقع اللجنة الأولمبية الدولية (الإنجليزية)
- كريستينا لارسن على موقع أوليمبيديا (الإنجليزية)
- كريستينا لارسن على موقع اللجنة الأولمبية الأسترالية (الإنجليزية)